# Lista över countyn i New Mexico

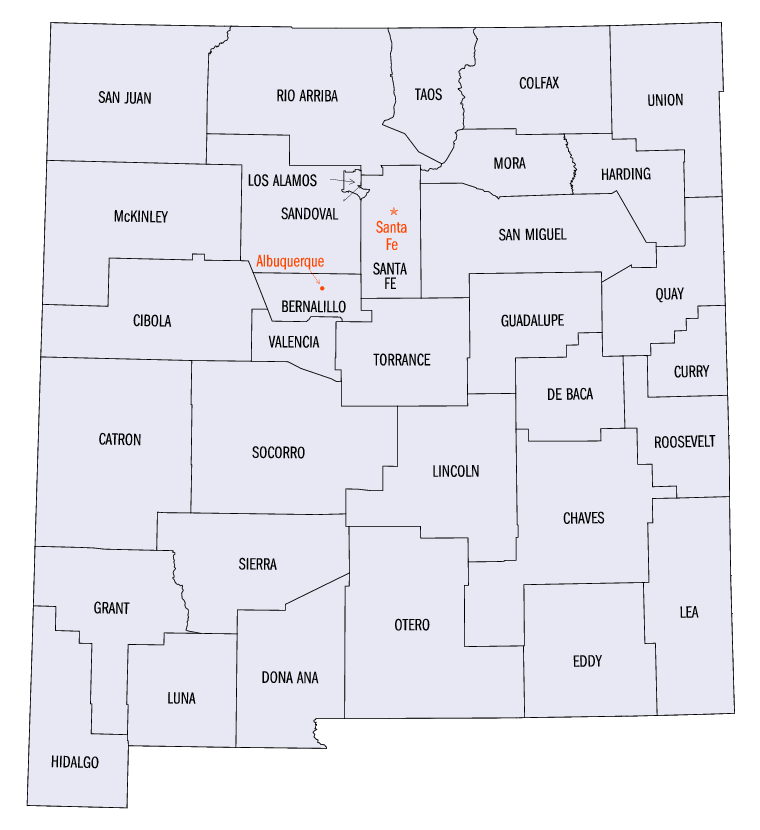
New Mexicos countyn.

Detta är en lista över de 33 countyn som finns i delstaten New Mexico i USA.  
| County            | Huvudort (county seat) | Grundat |
| ----------------- | ---------------------- | ------- |
| Bernalillo County | Albuquerque            | 1852    |
| Catron County     | Reserve                | 1921    |
| Chaves County     | Roswell                | 1889    |
| Cibola County     | Grants                 | 1981    |
| Colfax County     | Raton                  | 1869    |
| Curry County      | Clovis                 | 1909    |
| De Baca County    | Fort Sumner            | 1917    |
| Doña Ana County   | Las Cruces             | 1852    |
| Eddy County       | Carlsbad               | 1887    |
| Grant County      | Silver City            | 1868    |
| Guadalupe County  | Santa Rosa             | 1891    |
| Harding County    | Mosquero               | 1921    |
| Hidalgo County    | Lordsburg              | 1920    |
| Lea County        | Lovington              | 1917    |
| Lincoln County    | Carrizozo              | 1869    |
| Los Alamos County | Los Alamos             | 1949    |
| Luna County       | Deming                 | 1901    |
| McKinley County   | Gallup                 | 1899    |
| Mora County       | Mora                   | 1859    |
| Otero County      | Alamogordo             | 1899    |
| Quay County       | Tucumcari              | 1903    |
| Rio Arriba County | Tierra Amarilla        | 1852    |
| Roosevelt County  | Portales               | 1903    |
| San Juan County   | Aztec                  | 1887    |
| San Miguel County | Las Vegas              | 1852    |
| Sandoval County   | Bernalillo             | 1903    |
| Santa Fe County   | Santa Fe               | 1852    |
| Sierra County     | Truth or Consequences  | 1884    |
| Socorro County    | Socorro                | 1852    |
| Taos County       | Taos                   | 1852    |
| Torrance County   | Estancia               | 1903    |
| Union County      | Clayton                | 1893    |
| Valencia County   | Los Lunas              | 1852    |